# Waldsolms
Waldsolms est une municipalité allemande située dans l'arrondissement de Lahn-Dill et dans le land de la Hesse. Elle se trouve entre Wetzlar et Usingen.

## Jumelage
- Laudun-l'Ardoise (France)[1]